# Гідравлічний розрив пластів
Гідравлічний розрив пласта (ГРП) (або коротко «фре́кінг», від англ. fracking) — це технологічний процес закачування рідкої суміші під тиском, достатнім для розкриття природних чи утворення штучних тріщин у продуктивному пласті (зазвичай зі щільних порід) із подальшим закачуванням рідини (на водній або вуглеводневій основі, кислотні розчини тощо) із розклинювачем або без нього для створення високої пропускної здатності з метою отримання припливу пластових флюїдів у свердловину після закінчення процесу.

## Загальний опис
Гідравлічний розрив пластів передбачає нагнітання у породи великих кількостей води під великим тиском, що спричиняє тріщини у породі, а потім закачування суміші води та твердої речовини «пропанту» (дрібнозернистий пісок та невеликі кількості інших додатків, відомих як хімічні речовини для фрекінгу, які допомагають утримувати тріщини відкритими) у свердловину і через перфоратори в обсадженні у сланцеву породу для видобутку нетрадиційних видів викопного палива (таких як метан вугільних пластів, ущільнені пісковики та сланцевий газ) та для підвищення дебіту виснажених нафтових родовищ. Гідравлічний тиск, створений закачуванням рідини у свердловину, достатній для того, щоб утворилися тріщини (фіссури) у резервуарі і сланцева порода розкололася на відстані в середньому 100 м у кожний бік (максимально по 500 м від осі горизонтальної свердловини) від сталевого трубопроводу, вивільняючи газ з порід та допомагаючи газу попасти у свердловину через численні тріщини у породі та піднятися на поверхню.
Зазвичай на проведенні ГРП та інших методів інтенсифікації нафтовидобутку спеціалізуються сервісні нафтові компанії (Halliburton, Schlumberger, BJ Services та ін.)[джерело?]

## Технологія

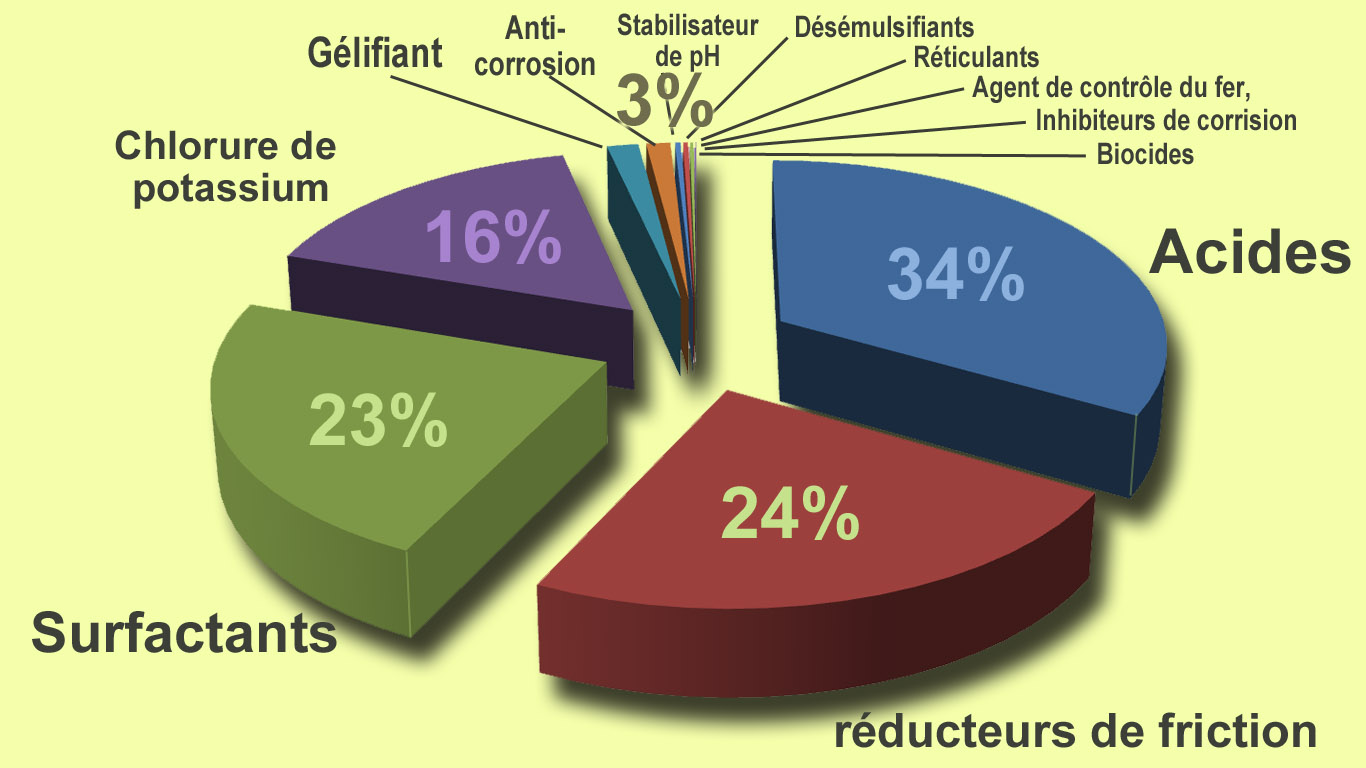
Пропорції різних хімічних агентів, що використовуються в добавці рідини гідророзриву (для представленого випадку, у колекторі «Fayetteville Shale» у Сполучених Штатах

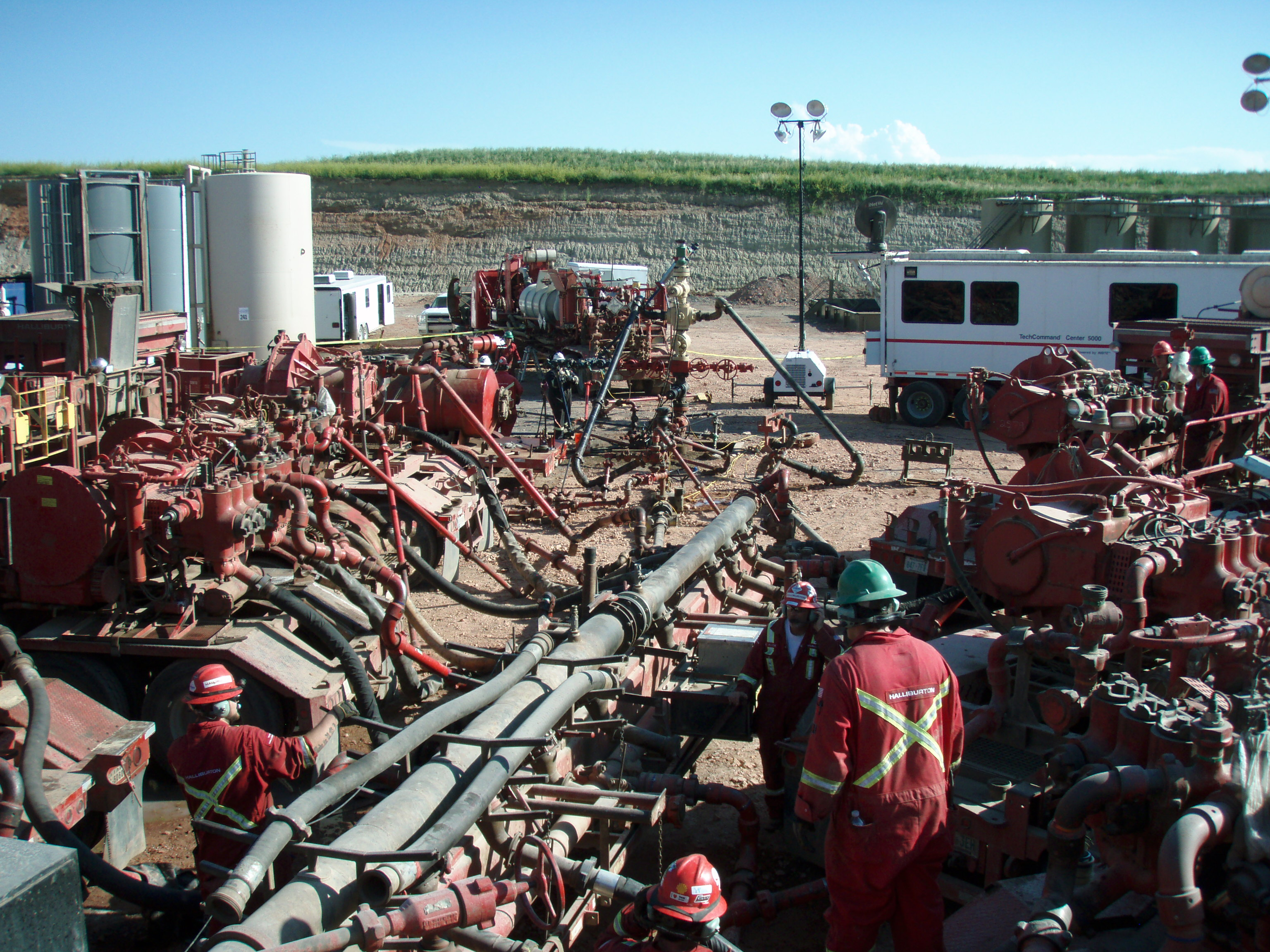
Гідравлічний розрив пластаб США.

Технологія здійснення ГРП включає в себе закачування в свердловину за допомогою потужних насосних станцій рідини розриву. За допомогою сильного напору води створюють тріщини у гірських породах на глибині 1000 до 5000 метрів. Через ці шпарини газ може надходити у свердловину і підніматись нагору.
При бурінні однієї свердловини використовуються десятки тонн хімікатів, склад яких становить «комерційну таємницю». Під час виконання гідравлічних розривів лише для однієї свердловини використовується від 9 000 до 29 000 м³ води. Частина води (1 300 — 23 000 м³ води з однієї свердловини) потім повертається на поверхню. Ця вода містить хімічні речовини зі сланцевих порід: важкі метали, природні радіоактивні матеріали та різноманітні забруднюючі речовини, що використовуються при закачуванні, включаючи токсичні речовини.
Ризик потрапляння цих хімікатів у ґрунтові води під час фрекінгу пов'язаний з;:
- розливанням бурового розчину, зворотнім потоком, витіканням з відстійників або з транспортних засобів під час перевезення;
- Протіканнями або аваріями, спричиненими непрофесійними діями персоналу або пов'язаними із використанням застарілої техніки;
- Протіканнями, спричиненими дефектами обсадки свердловини: документи свідчать, що 6 % свердловин для гідророзриву виходять з ладу відразу, а 50 % — протягом 15 років[8];
- Протіканнями, які сталися під землею, через природні або штучні тріщини та ходи. Більша частина рідини для фрекінгу залишається під землею (до 80 % закачаного об'єму). Деякі дослідження на комп'ютерних моделях показують, що ця рідина теоретично може мігрувати до природних запасів питної води (таких як водоносні горизонти і джерела) часто за кілька років[9].

За технологічними схемами здійснення розрізняють однократний, скерований (поінтервальний) та багатократний ГРП. При однократному гідророзриві під тиском рідини закачування перебувають всі розкриті перфорацією пласти одночасно (інтервал, який має, наприклад, занижену продуктивність), а при багатократному ГРП — здійснюється дія послідовно на кожний окремий пласт або пропласток.
Операція ГРП складається з наступних послідовних етапів: закачка в пласт рідини розриву для утворення в ньому тріщин; закачка рідини пісконосія; закачка рідини для продавлювання піску в свердловину. Для проведення цих операцій попередньо встановлюють якість і об'єм робочої і продавочної рідини, кількість піску та його вміст в робочій рідині, а також темпи їх закачування. Часто рідину розриву використовують і в якості рідини пісконосія.
До рідин розриву висуваються наступні основні вимоги:
- сумісність їх з породою і флюїдами продуктивного пласта;
- мала фільтрація через поверхні утворених тріщин;
- простота технології отримання і відносно невисока вартість.
Крім того, рідина-пісконосій повинна мати утримуючу здатність по відношенню до розклинюючих агентів.
За фізико-хімічними властивостями рідини розриву поділяються на рідини на вуглеводневій основі і рідини на водній основі. Вони не повинні зменшувати фільтраційні характеристики пласта, не спричиняти набухання глинистого цементу порід, не утворювати осади при контакті з флюїдами і водночас бути доступними і дешевими.
Раніше широко використовувались рідини на вуглеводневій основі (нафта; та загущена мазутом, бітумом, асфальтенами; дизельне паливо) і емульсії гідрофобні та гідрофільні водонафтові; нафто-кислотні; кислотно-гасові). Їх. Застосування може бути доцільним при проведенні ГРП у видобувних свердловинах. У наш час в основному (десь біля 20 % операцій ГРП) використовують на водній основі (вода, розчини полімерів, кислотні розчини, міцелярні розчини). Збільшенням витрат таких рідин забезпечується розрив пласта і компенсується їх недостатня пісконесучість. Загустіння води досягається вдаванням ПАА (поліакриламід), ССБ (сульфат-спиртова барда), КМЦ (карбоксилметилцелюлоза). Для попередження набухання глин (стабілізації глин) воду додають ПАР, полімери, хлористий амоній та ін.
У якості розклинюючого агенту використовують зернисті матеріали: пісок, шкарлупа волоського горіха, нейлонові і пластмасові кульки, корунд, суміші цих матеріалів.
Розклинюючим матеріалом (наповнювачем тріщин — Пропант) звичайно служить кварцевий пісок з діаметром частинок 0,5.1,2 мм. Гранульований розклинювальний агент має володіти високою міцністю на зім'яття і не втискуватися в поверхню тріщин, мати невелику густину, сферичну форму і однорідний фракційний склад.
На практиці, як правило, при проведенні ГРП в 1 м3 рідини-пісконосія вводять 200—250 кг розклинюючого агента. Відомі технології гідророзриву із змінною концентрацією розклинюючого агента в рідині пісконосія, при цьому звичайно масовий вміст частинок в ній рекомендується поступово збільшувати від 100—150 кг до 500 кг на 1 м3.
Оптимальний об'єм розклинюючого агенту встановлюється в результаті накопиченого досвіду. Разом з тим, найбільш доцільно закачувати при гідророзриві 5-6 м3 наповнювача тріщин.

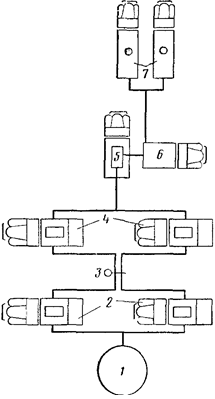
Рис. 3. Обв'язка обладнання при гідророзриві: 1 — нафтова ємність; 2, 4 — агрегати високого тиску; 3 — свердловина; 5 — допоміжний агрегат; 6 — піскозмішувач; 7 — автоцистерни

### Обладнання свердловини при гідророзриві пласта

Рис. 2. Обладнання свердловини при гідророзриві пласта: 1 — пакер; 2 — гідравлічний якір; 3 — насосно-компресорні труби; 4 — арматура гирла

Рідину розриву за допомогою насосних агрегатів високого тиску нагнітають у свердловину по насосно-компресорних трубах. Обсадну колону від впливу високого тиску захищають пакером, який встановлюється вище покрівлі пласта (рис.). Щоб досягти необхідних темпів нагнітання (не менше 2 м3/хв.), одночасно використовують кілька агрегатів (рис.). Пісок змішується з рідиною-пісконосієм у спеціальному агрегаті. Піскоутримуюча здатність емульсій та загущених рідин досягає 1,2 кг/л. У тріщини вводяться 5 — 6 м3 крупнозернистого кварцового піску, а при посилених гідророзривах — до 500 т піску.
Насосні агрегати 2АН-500, 3АН-500, 4АН-500 призначені для закачування робочої рідини та піщано-рідинних сумішей у свердловину, протискання їх у тріщини при виконанні робіт з гідравлічного розриву пласта. Насосні агрегати змонтовані на базі шасі КрАЗ і включають: силову установку; коробку передач; плунжерний насос; маніфольди; систему керування.
Піскозмішувальні агрегати призначені для транспортування піску та приготування піщано-рідинних сумішей, що застосовуються при проведенні гідравлічного розриву пласта. Агрегати змонтовані на базі автомобіля КрАЗ і включають: бункер зі шнековим транспортером і мішалкою; змішувальний пристрій вертикального типу; відцентровий насос; силову установку для привода відцентрового насоса; коробку передач; механізми керування агрегатом; маніфольди.
Піскозмішувальний агрегат 4ПА обладнаний бункером конічної форми, який розділений на два однакові відсіки, забезпечені оглядовими люками. Шнек складовий і під час руху відводиться убік (кріпитися до монтажної рами).
Автоцистерни призначені для транспортування рідин для гідравлічного розриву пласта, піскоструминної перфорації, подачі їх у піскозмішувальний або насосний агрегат. Застосовуються автоцистерни (ЦР-20, ЦР-500, ЦР-7АП, 4Ц) змонтовані на базі автомобільного шасі, які включають: цистерну, оснащену рівнеміром, люком, дихальним клапаном, майданчиком обслуговування; насосами; силовою установкою; редуктором; маніфольдами; запірною та запобіжною арматурою.
Для обв'язки агрегатів при роботах з проведення гідравлічного розриву пласта застосовують блок маніфольда 1БМ-700, змонтований на шасі автомобіля, а також універсальну гирлову арматуру 1АУ-700 та 2АУ-700.

## Види ГРП
Направлений ГРП. Рекомендується проводити у вапнякових породах. При цьому у тріщини пісок не закачується, а в свердловини закачується крейдяний розчин з фракцією крейди до 0,5 мм.
У наміченому інтервалі за допомогою гідропіскоструминного перфоратора нарізають вертикальні і горизонтальні щілини (залежно від бажаного спрямування майбутніх тріщин).
У якості рідини розриву використовують гасо-кислотну або конденсато-кислотну емульсію, які розчиняють карбонатні породи на поверхні тріщин і розширюють їх. Для вапняків час реакції емульсії повинен бути не меншим доби, а для карбонатних порід з меншою розчинністю — 2 - 3 доби.
Поінтервально-направлений ГРП. При поінтервально-направленому гідророзриві способом «знизу-вгору» спочатку по каротажній діаграмі намічають інтервали розриву. У заповнену крейдяним розчином свердловину спускають НКТ з гідропіскоструминним перфоратором. Нижній інтервал перфорують у трьох положеннях перфоратора, повертаючи його кожен раз на 300. Перфораційні канали розташовуються в одній площині. Потім НКТ з перфоратором піднімають на поверхню, а в свердловину спускають насосно-компресорні труби з пакером, який встановлюють вище проперфорованого інтервалу.
Проводять гідророзрив пласта в надрізаному інтервалі. Після цього НКТ з пакером піднімають на поверхню, а в свердловину опускають НКТ з перфоратором, щоб провести перфорацію другого знизу вибраного для ГРП інтервалу. Описані операції повторюють для всіх вибраних інтервалів.
Після закінчення поінтервального ГРП свердловину промивають і спускають насосно-компресорні труби до вибою. Потім її освоюють і продувають. З метою видалення із пласта крейдяного розчину проводять соляно-кислотну обробку. Об'єм закачуваної кислоти береться рівним поглинутому об'єму крейдяного розчину. Через 5 ‒ 6 годин свердловину знову освоюють і продувають. Потім свердловину передають у експлуатацію.
Поінтервальний направлений ГРП «зверху-вниз» відрізняється тим, що спочатку обробляється верхній інтервал, потім другий зверху (перший при цьому розташовується вище пакера) тощо до самого нижнього інтервалу.
Ненаправлений багаторазовий ГРП. Технологія проведення ненаправленого багаторазового ГРП наступна. Спочатку проводять простий ГРП. Після закачування піску у перші порції продавлювальної рідини вводиться закупорюючий матеріал ‒ гумові або капронові кульки, гумовий дріб, крупна дубова тирса, а також суміш 3%-го водного розчину КМЦ із в'язкістю 90 сП з крейдою. На 100 л такої суміші потрібно 30 кг крейди фракції 5 ‒ 7 мм і 100 кг крейди фракції менше 5 мм. Закупорюючий матеріал закачують у кількості необхідній для перекриття перфорованої ділянки колони в інтервалі 2 ‒ 2,5 м.
За допомогою зазначених речовин перекривають гирло тріщини і в свердловині, знову, проводиться гідророзрив в іншому інтервалі.
Розрив проводиться також звичайним способом, і після його закінчення в свердловину знову вводять закупорючий матеріал. Перекривши гирло другої тріщини, знову проводять ГРП і т. ін.
Описаний спосіб не вимагає спеціальних робіт по перфорації колони і додаткових робіт по спуску і підйому НКТ, але при цьому місце розташування тріщин некероване.
MSW-frac (Multy Storey Well + fracking) — технологія «багатоповерхового» буріння з проведенням ГРП.

Масований гідророзрив пласта (МГРП) є ефективним способом інтенсифікації у низькопроникних (до 10−4 мкм2) щільних газових пластах. Він відрізняється від звичайного гідророзриву тим, що в пласт закачують велику кількість рідини розриву (від 190 до 1900 м3) і розклинюючого матеріалу (від 40 до 450 т).
Після проведення МГРП у свердловинах вже при довжині тріщин 300 м продуктивність значно збільшується і перекриває всі витрати на цю операцію. Є приклади успішного проведення МГРП при довжині тріщин до 800 м.
Новою стадією розвитку технології МГРП стали роботи, що проводились на родовищі Воттенберг, при розробці мулистого пласта з дуже низькою проникністю (від 0,05 до 0,005 мД) при товщині пласта 25 м і глибині залягання 2 400 м. На родовищі було застосовано 1 900 м3 полімерно-емульсійної рідини розриву та 450 т піску.

## Умови проведення ГРП
ГРП в малопотужних, піщано-глинистих породах. У пластах, представлених піщано-глинистими породами, що перешаровуються, мають невелику потужність ‒ менше 20 м, рекомендується проводити одноразовий направлений розрив або багаторазовий ненаправлений.
ГРП при відсутності підошовної води. Якщо в покладі підошовна вода відсутня, то краще проводити направлений (спрямований) вертикальний ГРП.
ГРП в не зацементованих свердловинах. Якщо нижня частина обсадної колони була перфорована на поверхні і при установці в свердловини не цементувалася, то практично можна провести тільки одноразовий ненаправлений гідророзрив.
ГРП в пластах великої потужності теригенних, перешарованих порід. У пластах великої потужності, представлених теригенними, перешарованими породами, як правило проводиться вибірковий направлений (спрямований) багаторазовий ГРП способом «знизу-вгору».
ГРП в тріщинуватих колекторах. У тріщинуватих колекторах великої потужності застосовують направлений (спрямований) багаторазовий ГРП з розрахунку одна тріщина на 25 ‒ 35 м потужності пласта.
ГРП у водоплаваючих покладах. У водоплаваючих покладах застосовують лише горизонтально орієнтовані ГРП за тією технологією, яку допускає конструкція свердловин.
Вертикальний ГРП. Вертикальний ГРП можна проводити лише в свердловинах з неперфорованою колоною.

## Історія
Гідророзрив пласту успішно застосовується вже більше ніж півстоліття.
Першу комерційну операцію з гідравлічного розриву провела компанія Halliburton ще у 1949 році. З того часу у США цей процес провели більше ніж на 1 мільйоні сведловин. Вперше в світі гідравлічний розрив вугільного пласту був здійсненний в 1954 році на Донбасі.
Ініціаторами вирішення цієї задачі були Ф. Фарріс та Й. Кларк, які найняли компанію «Halliburton» (заснована Ерлом Холлібартоном у 1924 р. і спеціалізувалася на цементації свердловин) для створення в пласті штучної тріщини. Розробку способу та його перше практичне втілення здійснили Гарольд Хамм, Обрі Мак Клендон, Том Ворд і Джордж Мітчелл у 1947 р. на газовому родовищі «Hugoton» у Канзасі. Глибина свердловини — 730 м, тиск на гирлі — 50 — 100 атм., на вибої — 130—180 атм., обсяг закачаного гелю (дизельне пальне з піском) — кільканадцять кубометрів. Гідророзрив відбувся, проте вельми обмежений (зміна припливу газу була незначною). Процес був запатентований і переданий «Halliburton», перші промислові впровадження відбулися 17 березня 1949 р. одночасно в Оклахомі й Техасі. Метод вдосконалювався й широко застосовувався як в традиційному нафтогазовидобуванні, так і при розробці сланцевого газу. На 1980 р. на 500 тис. свердловин у США було проведено понад 150 тис. операцій гідророзриву, причому 35 % свердловин використали метод двічі. Загальна кількість операцій фрекінгу на сьогодні відбулася в понад мільйоні свердловин.
У колишньому СРСР перший промисловий експеримент гідророзриву пласта відбувся в 1952 р. Перший у світі гідророзрив вугільного пласта відбувся в Україні в Донецькому басейні в 1954 р. у рамах робіт по підземній газифікації вугілля (створення реакційного каналу підземного газогенератора на Лисичанській станції «Підземгаз»). У тому ж 1954 р. у Бориславі вперше в Україні впроваджено нову технологію інтенсифікації припливу нафти за допомогою гідравлічного розриву пласта. У 1953—1955 рр. російськими вченими С. Христиановичем і Ю. Желтовим була розроблена теорія гідравлічного розриву нафтоносного пласта й створена перша двомірна модель процесу (KGD). Незважаючи на певні загрози навколишньому середовищу, фрекінг широко застосовують під час видобутку нафти в сучасній Росії (приміром у компанії «Роснафта» робиться понад 2 тис. гідророзривів на рік, більшість нових свердловин вводиться в експлуатацію із використанням цього методу).
Сьогодні в Україні метод застосовують як державні, так і приватні видобувні компанії як технологія інтенсифікації видобутку нафти та газу.

## Економічна обґрунтованість
Сланцевий газ, як і газ щільних порід та метан вугільних пластів, є видом нетрадиційного природного газу, який переважно складається з метану і залягає в сланцевих пластах глибоко під землею. «Нетрадиційним» його називають через особливості видобутку. Сланець — це осадова гірська порода, сформована внаслідок ущільнення грязей, глини та інших дрібнозернистих порід. Таке походження ускладнює добування, оскільки сланцева порода ламка і не пропускає воду. Тому використовується технологія фрекінгу.
Через природно низьку концентрацію газу запаси кожної свердловини зазвичай виснажуються через 12—18 місяців[джерело?]. Особливості геологічної будови створюють необхідність буріння нової свердловини поряд із вже існуючою, що призводить до надміру щільного розташування свердловин[джерело?]. За даними Міжнародного енергетичного агентства (МЕА)[джерело?], «в той час як для традиційних покладів на суші зазвичай потрібна одна свердловина на 10 кв. км, для нетрадиційних необхідно більше однієї свердловини на 1 км² і до 10 свердловин на один кущовий майданчик, що істотно ускладнює наслідки буріння свердловини (т. зв. кумулятивний вплив) та подальший вплив буріння після входу в пласт на навколишнє середовище та місцевих жителів».

## ГРП в Україні
Вперше в світі гідравлічний розрив вугільного пласту був здійснений в 1954 році на Донбасі. Управління енергетичної інформації Міненерго США оцінює українські запаси у 1,2 трлн м³, що ставить Україну на четверте місце в Європі за обсягами запасів після Польщі, Франції та Норвегії. Однак ця цифра не відображає реальну кількість газу, яку можна видобути, або технічно видобуванні запаси, ця цифра може бути на порядок меншою (як це сталось у випадку з Польщею).
Нафтогаз України сподівається почати його видобуток на території країни вже до 2015 р. Серед компаній, зацікавлених у видобутку сланцевого газу в Україні, слід зазначити американські ExxonMobil, Shell, Chevron, Halliburton. Протягом 2011 р. Україна домовилася про співробітництво з 21 компанією в сфері видобутку вуглеводнів, зокрема сланцевого газу та вугільного метану. У квітні 2012 року державою були повідомлені переможці тендеру на видобуток сланцевого газу з використанням гідравлічного розриву пластів в Україні: ними стали компанії Chevron (розвиток Олеської площі — територія Львівської та Івано-Франківської областей) та Shell (розвиток Юзівської площі — територія Харківської та Донецької областей).
Доцент геології і гідрогеології Львівського національного університету ім. І. Франка Володимир Харкевич говорить про сланцевий газ як газ, який продукують з горючих сланців, які є сумішшю сланців і керогену. Газ продукують з керогену хімічним способом, тобто при розчиненні керогену в бензолі і толуолі отримують метан, діоксид вуглецю і воду. Науковці Львівської філії Українського державного геологорозвідувального інституту здійснили аналіз опублікованих та архівних матеріалів стосовно вмісту керогену у сланцях Олеської ділянки та в Польщі.

## Екологічні наслідки

### Вплив на здоров'я людей
Прибічники ГРП стверджують, що серед хімічних домішок є такі, що використовуються у харчовій, косметичній та фармацевтичній галузях. Дослідження Європейського Парламенту «Вплив видобування сланцевого газу та сланцевої нафти на довкілля та здоров'я людей» показало, що 58 з 260 речовин мають одну або кілька небезпечних властивостей.
- Шість з них відносяться до списку речовин найвищої небезпеки, згідно з класифікацією Європейської Комісії: акриламід, бензол, етилбензол, ізопропил бензола (кумол), нафталін, тетранатрій етилендіамінтетраацетат.[20]
- Одну речовину (нафталін-біс (1-метилетил) в даний час досліджують, оскільки вона вважається стійкою, здатною до біоакумуляції і токсичною.[20]
- Дві речовини (нафталін і бензол) присутні в першому списку з 33 пріоритетних речовин, який складений відповідно до Додатку X Рамкової директиви по воді (РДВ) 2000/60/EC — тепер Додатку II до Директиви за пріоритетними речовинам (Директива 2008/105/EC).[20]
- 17 класифікуються як токсичні для водних організмів (коротко та / або довгострокові).[20]
- 38 класифікуються як небезпечні токсини (для здоров'я людини), такі як 2-бутоксіетанол.[20]
- 8 речовин класифікуються як відомі канцерогени, такі як бензол (За класифікацією GHS: Carc. 1А) і акриламід, окис етилену, а також різні розчинники на основі нафти, що містять ароматичні речовини (За класифікацією GHS: Carc. 1В).[20]
- 6 класифікуються як можливі канцерогени (Carc. 2), такі як гідроксиламін гідрохлориду.[20]
- 7 класифікуються як мутагенні (Muta. 1B), такі як бензол і окис етилену.[20]
- 5 класифікуються як такі, що мають вплив на репродуктивні процеси (Repr. 1B, Repr. 2).[20]

Численні наукові і медичні дослідження показують[джерело?], що ГРП дійсно дуже серйозно впливає на якість питної води. Зокрема дослідження на замовлення Європейської Комісії:
- Визначення ризиків для навколишнього середовища і здоров'я людини, пов'язаних з видобуванням вуглеводнів в Європі методом ГРП[21]
- Нетрадиційний газ: можливий вплив на енергетичний ринок ЄС[22]
- Вплив на клімат від можливої розробки сланцевого газу в Європі[23]

### Вплив на клімат
У Міжнародному енергетичному агентстві (МЕА) вважають, що розвиток сланцевої промисловості спрямує викиди CO2 «траєкторією, яка в довгостроковому вимірі призведе до підвищення [глобальної] температури до понад 3,5 °C».
Деякі дослідження стверджують[джерело?], що 3,6-7,9 % добутого сланцевого газу втрачаються через неорганізовані викиди метану. Це означає, що «в порівнянні з вугіллям, наслідки сланцевого газу щонайменше на 20 % більші і можливо більші, ніж вдвічі протягом 20-річного періоду».
У Національній академії наук США вважають: «Враховуючи обмеженість наявних даних, вірогідним є те, що витік природного газу з окремих свердловин у поєднанні з витоком під час з подальших циклів виробництва, є достатньо високим, щоб збільшити обсяг загальних втрат до порогового значення в 3,2 %, за яким газ стає принаймні таким же шкідливим для клімату, як і вугілля, щонайменше на деякий час».

## Протестний рух
Плани з видобутку сланцевого газу з використанням фрекінгу в Україні викликали занепокоєння екологів та активістів, так, вони вважають, що видобуток газу з використанням фрекінгу (технології гідророзриву) може загрожувати великими втратами та забрудненням води. На початку 2013 року по країні пройшов ряд мітингів, ціллю яких було переглянути існуючі договори між нафтовими компаніями та Україною та запобігти промисловому видобутку сланцевого газу з використанням гідророзриву.
Низка європейських країн уже ввела мораторій на використання технології гідророзриву (фрекінгу) при видобуванні нетрадиційних газів, усвідомлюючи високий ступінь ризиків.
У липні 2011 року парламент Франції прийняв закон, що забороняє застосування технології гідравлічного розриву геологічних пластів на території країни. У жовтні 2013 року Конституційна рада Франції в рішенні за позовом американської фірми Schuepbach Energy LLC ухвалила, що закон про заборону застосування технології гідророзриву пласта від 13 липня 2011 року не суперечить конституції країни..
Застосування ГРП при розвідці природного газу зі сланцевих порід було заборонено парламентом Болгарії в січні 2012 року..
У вересні 2013 року уряд Нідерландів ввів тимчасову заборону на застосування технології гідророзриву пласта для видобутку газу. У грудні 2014 року уряд Марка Рютте ухвалив резолюцію про продовження заборони на використання технології гідророзриву в Нідерландах до 2016 року
У США влада штатів Вермонт (2012 рік) і Нью-Йорк (грудень 2014 року) заборонили проводити видобуток газу методом гідророзриву пласта на своєї території.
Велика Британія 2014 р. скасувала заборону на видобуток сланцевого газу методом гідророзриву пласта, введену після двох невеликих землетрусів в 2011 році поряд з Блекпулом, викликаних видобутком сланцевого газу. Аналогічне рішення ухвалила влада ПАР у вересні 2012 року.

## Ефективність ГРП
Ефективність ГРП визначають двома параметрами: економічною й гідродинамічною ефективністю.
- Економічна ефективність визначається зменшенням собівартості додаткового газу порівняно з плановою, а також продовженням терміну безкомпресорної експлуатації родовища. На родовищах, що вводяться в розробку, економічна ефективність визначається різницею витрат на проведення ГРП і на буріння зекономлених свердловин.
- Гідродинамічна ефективність визначається зміною коефіцієнтів А і В у формулі припливу газу. Зменшення коефіцієнта А є показником збільшення проникності привибійної зони пласта.

## Перспективи
Розроблено такі технологічні операції ГРП, як керуванням ростом тріщин по вертикалі, зміна фазової проникності по нафті і воді в тріщині тощо.
У стадії розробки перебуває технологія проведення ГРП в багатопластових покладах і горизонтальних свердловинах. Наразі триває адаптація ГРП на газоконденсатному фонді свердловин для відпрацювання критеріїв вибору свердловин, режимів проведення розривів і технології освоєння.